# Synagoga w Nowym Sączu
Synagoga w Nowym Sączu, zwana również Grodzką – synagoga znajdująca się w Nowym Sączu przy obecnej ulicy Berka Joselewicza 12, w pobliżu zamku królewskiego, w centrum dawnej dzielnicy żydowskiej.

## Historia
Synagoga została zbudowana w 1746, dzięki przywilejowi starosty nowosądeckiego Jerzego Pawła Lubomirskiego z dnia 3 lutego 1699. Miała być wzorowana na synagogach z Chełma i Chęcin oraz nie mogła być wyższa od najmniejszego sądeckiego kościoła. Stanęła ona na miejscu starej, drewnianej synagogi.
W 1889 synagogę odwiedził Stanisław Wyspiański, który wykonał kilka szkiców jej wnętrza. W 1894 synagoga doszczętnie spłonęła, ale dzięki bardzo dobrej konstrukcji jej mury nie zawaliły się. Wkrótce wielkim wysiłkiem lokalnej gminy żydowskiej synagoga została odbudowana z nowymi cechami architektonicznymi, zachowanymi do dzisiaj. Salę główną przekryto stropem płaskim, dobudowano część frontową z dwoma wieżami-alkierzami.
Podczas II wojny światowej synagoga została doszczętnie zdewastowana przez hitlerowców, którzy następnie w jej wnętrzach urządzili magazyn zrabowanego mienia pożydowskiego. Po zakończeniu wojny synagoga znalazła pod administracją Kongregacji Wyznania Mojżeszowego w Nowym Sączu, a po jej likwidacji Kongregacji z Krakowa. W tym czasie we wnętrzach synagogi znajdował się magazyn.
W 1974 kongregacja przekazała budynek synagogi miastu, które wkrótce przekazało je Muzeum Okręgowemu w Nowym Sączu na galerię sztuki. Po kapitalnym remoncie i adaptacji na cele wystawowe w 1982 udostępniona została zwiedzającym. We wnętrzu urządzono Galerię Sztuki „Dawna Synagoga”, gdzie organizowane są wystawy dawnego i współczesnego dorobku artystycznego mieszkańców Nowego Sącza. W przedsionku znajduje się stała ekspozycja judaików pt. „Byli wśród nas”.
24 lipca 1994 na ścianie synagogi umieszczono ufundowaną przez Ziomkostwo Sądeczan w Izraelu, tablicę pamiątkową z treścią w trzech językach polskim, jidysz i hebrajskim:
Kantorem synagogi w Nowym Sączu był w XIX wieku m.in. Lejzer Perlmutter – kompozytor i chazan, którego synem był Abraham Cwi Perlmutter – działacz i polityk żydowski.
W połowie 2015 budynek przejęła Gmina Wyznaniowa Żydowska w Krakowie, która jest spadkobiercą wszystkich ocalałych synagog w Małopolsce. Przywrócenie synagodze funkcji religijnych Gmina powierzyła Fundacji Ochrony Dziedzictwa Żydowskiego Bonei Sanz Polska. Fundacja kierowana jest przez mieszkającego na stałe w Nowym Jorku rabina sądeckiego Joela Halberstama, praprawnuka cadyka Chaima Halberstama (którego grób w Nowym Sączu odwiedzają tysiące chasydów z całego świata). Synagogę wyremontowano ponownie, przywracając jej pierwotną funkcję.
23 maja 2017 przywrócono funkcję religijną Synagodze – powróciła Tora – pergaminowy zwój z hebrajskim tekstem Pięciu Ksiąg Mojżeszowych. Uroczyste wniesienie Tory, połączone z radosnymi tańcami i śpiewami, odbyło się późnym wieczorem. Z tej okazji do Nowego Sącza zjechało około dwustu chasydów, głównie z Nowego Jorku. Obecnie (2019 rok) Synagoga pełni rolę religijną i nie jest udostępniana do zwiedzania.

## Architektura

Wnętrze synagogi na rysunku Wyspiańskiego. Po prawej stronie Aron ha-kodesz.

Murowany budynek synagogi wzniesiono na planie prostokąta o wymiarach 25 na 19 metrów i ścianach wysokich na 8 metrów, w stylu barokowym. Synagogę przykrywał pierwotnie wysoki, kryty gontem dach łamany, zwany polskim. Na ścianie wschodniej znajduje się występ zwieńczony okulusem, który pierwotnie osłaniał Aron ha-kodesz. Narożniki tej ściany były pierwotnie oskarpowane.
W czasie odbudowy synagogi po pożarze z 1894 nadano jej wystrojowi zewnętrznemu nowe, mauretańskie i neoromańskie elementy oraz zbudowano zupełnie nowy dach, którego kształt zachował się do dziś. Wówczas dobudowano nową fasadę flankowaną dwukondygnacyjnymi, kwadratowymi wieżami w kształcie pylonów, niewiele wyższymi od korpusu głównego. Otworom górnej części wież nadano wykrój mauretański, ale tylko od zewnątrz – we wnętrzu mają zamknięcie półkoliste. Główne wejście zostało obramowane wysuniętym ryzalitem zwieńczonym płytką blendą w formie łuku podkowiastego. Elewację północną i wschodnią, a także ściany wież pokryto poziomym płytkim boniowaniem, stanowiącym odpowiednik dwukolorowych, ceglanych pasów.
We wnętrzu synagogi, we wschodniej części znajduje się kwadratowa główna sala modlitewna, do której wchodzi się przez prostokątny przedsionek, nad którym na piętrze znajdował się otwarty na salę główną babiniec. Wiodło do niego osobne wejście oraz klatka schodowa, znajdująca się w północno-zachodniej wieży synagogi. Na parterze obok przedsionka znajdowała się również sala sądowa gminy żydowskiej.
Główna sala modlitewna pierwotnie była przykryta dziewięciopolowym sklepieniem typu klasztornego, wspartego na czterech filarach, między którymi stała dawniej dwuwejściowa bima. Ogrodzona była murowaną z cegły balustradą o wygiętych łukowato poręczach, profilowanych słupkach i filarkach, przykrytych ceglanymi stożkami. Miejsce to nakrywała spłaszczona kopułka z malowanym podniebiem. Pośrodku bimy stał misternie rzeźbiony stół oraz fotel służący do ceremonii obrzezania.
Na wschodniej ścianie pierwotnie znajdował się bogato zdobiony Aron ha-kodesz, który po zakończeniu wojny został zamurowany. Po jego obu stronach stały dwa duże lichtarze. Trzeci, dziewięcioramienny oświetlał stojący opodal pulpit kantora.
Po 1974 do głównej sali modlitewnej wprowadzona została antresola powiększająca jej wystawienniczą powierzchnię. Obecnie sala główna nakryta jest stropem kasetonowym o dziewięciu polach.

## Galeria

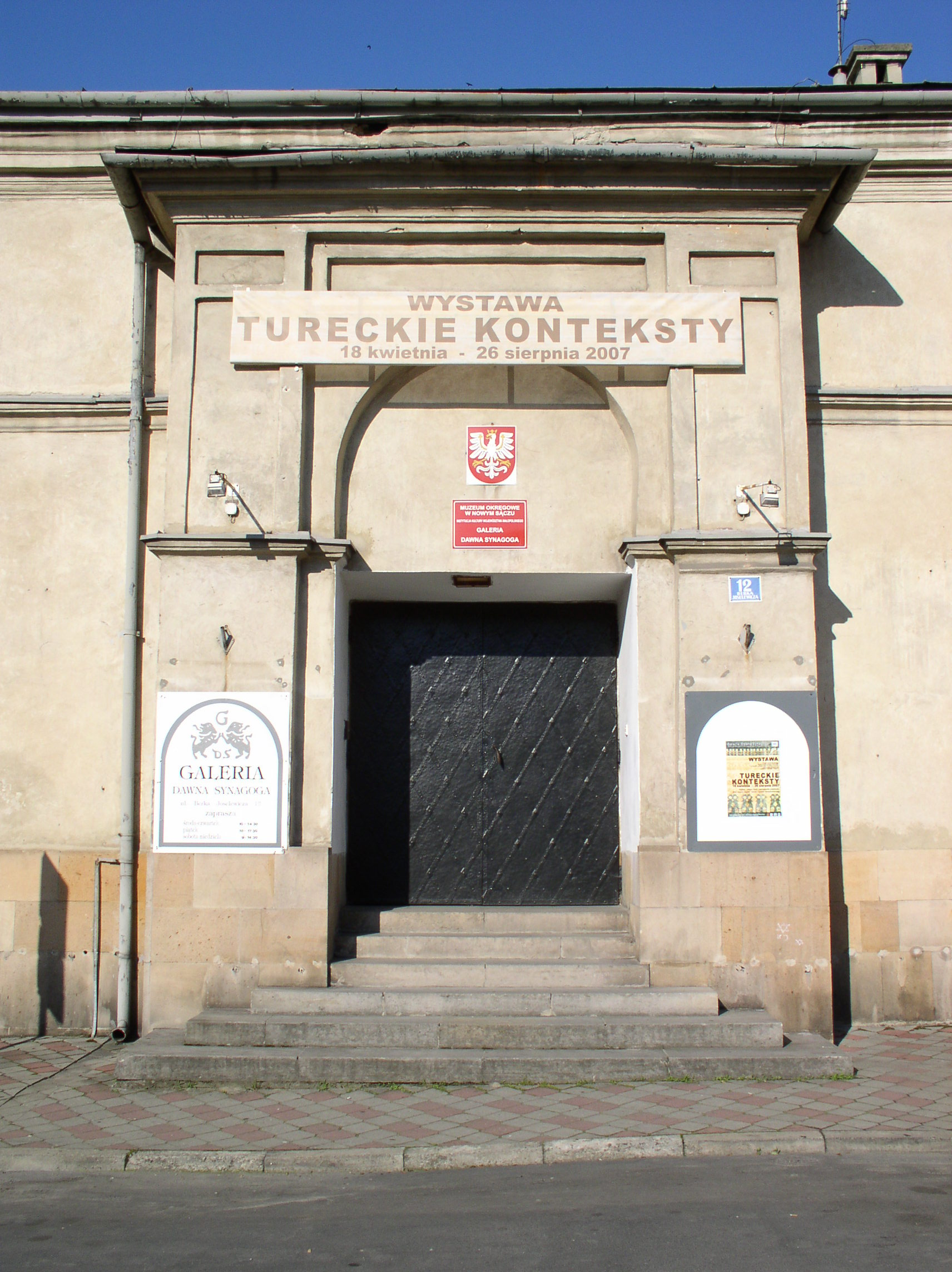
Obramowanie wejścia
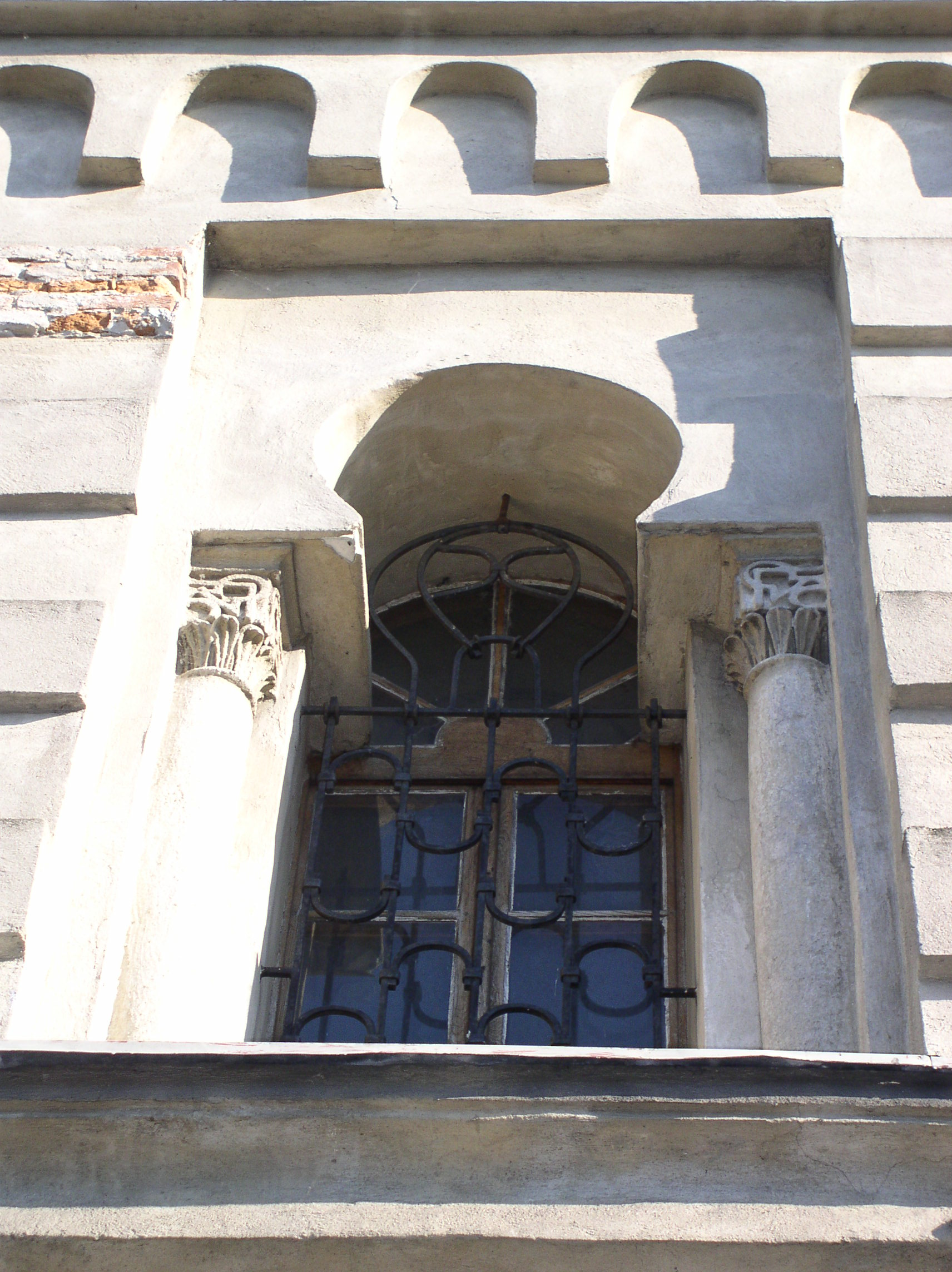
Obramowanie okna wieży
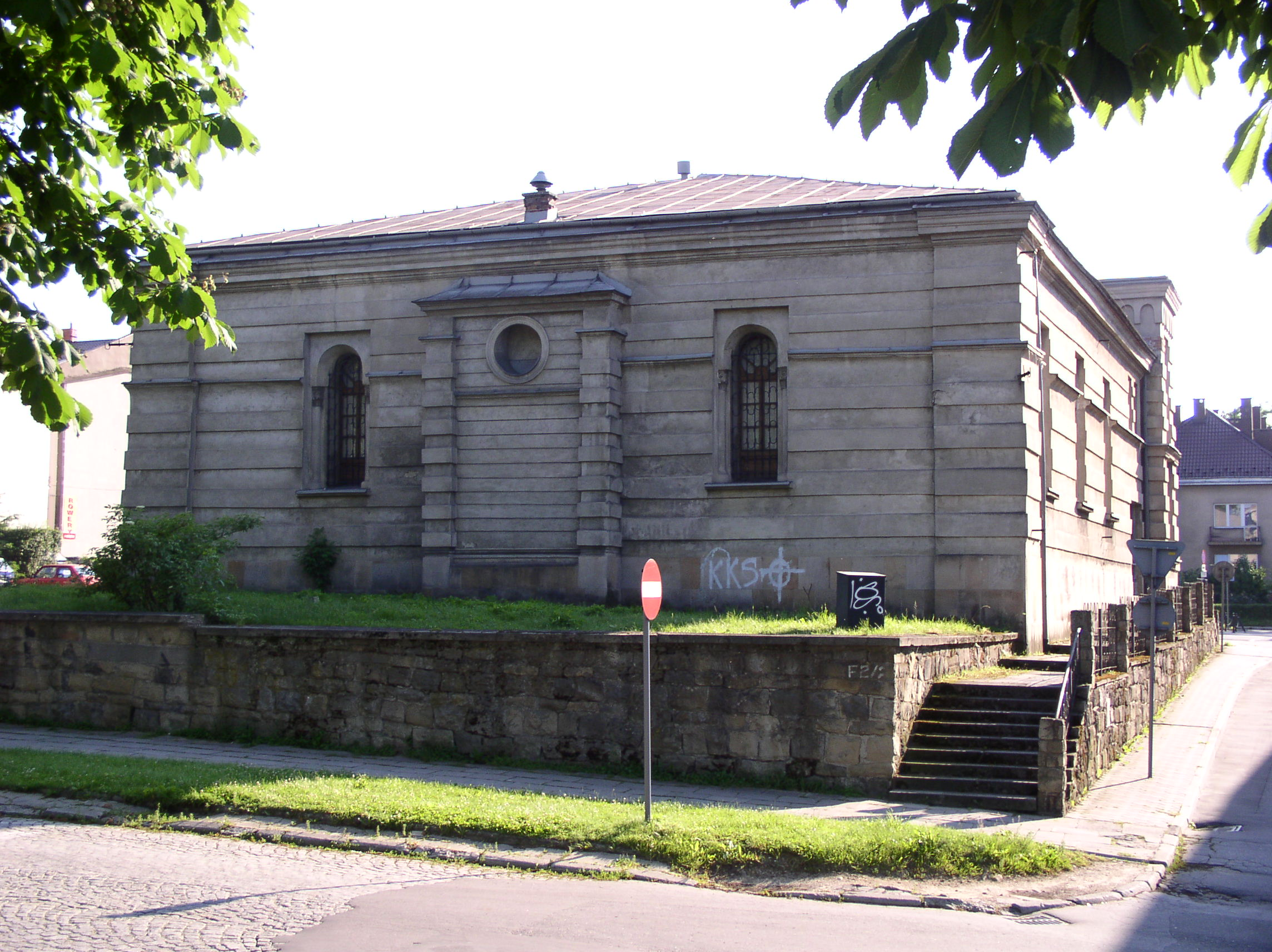
Ściana wschodnia
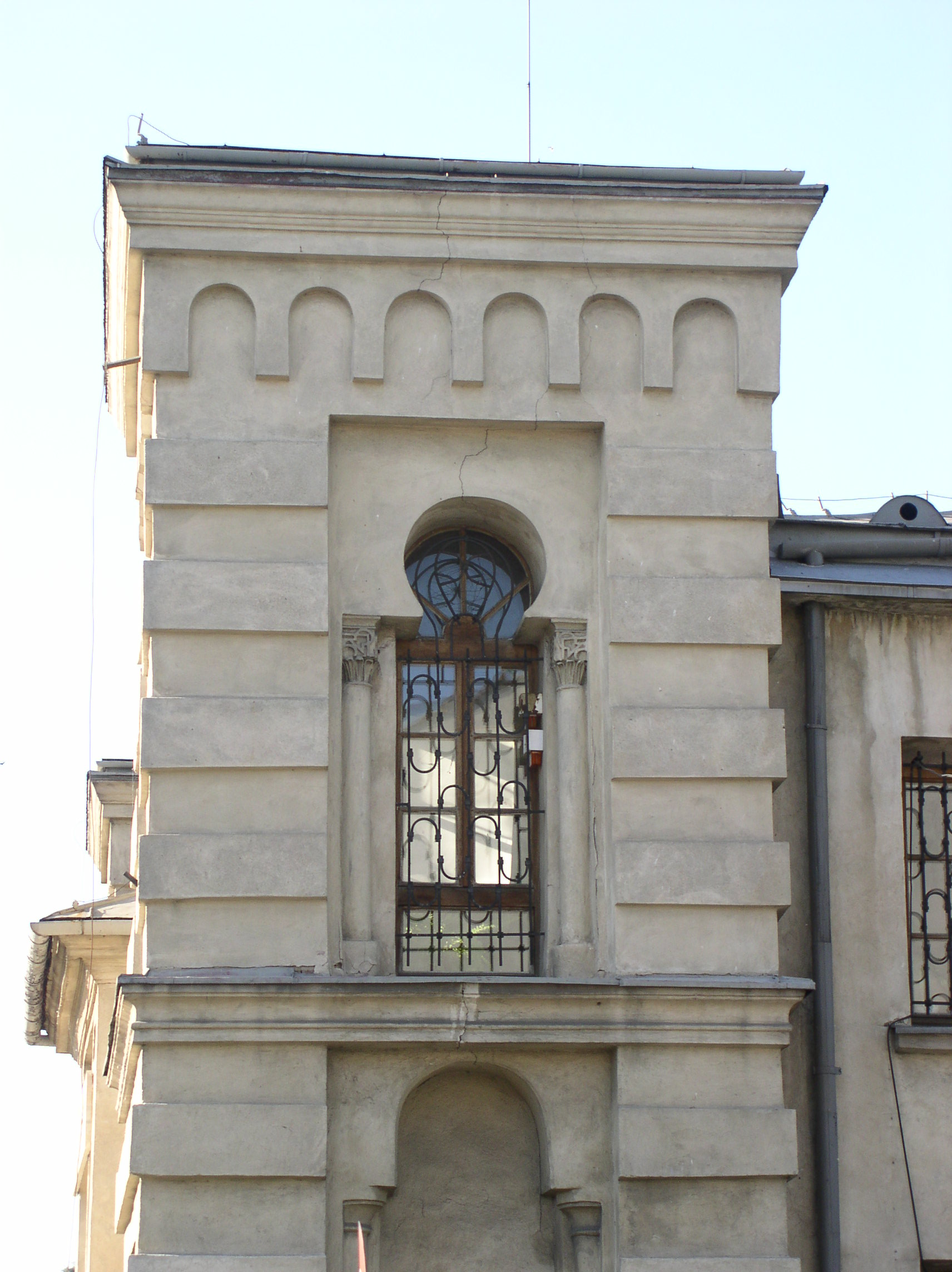
Wieża
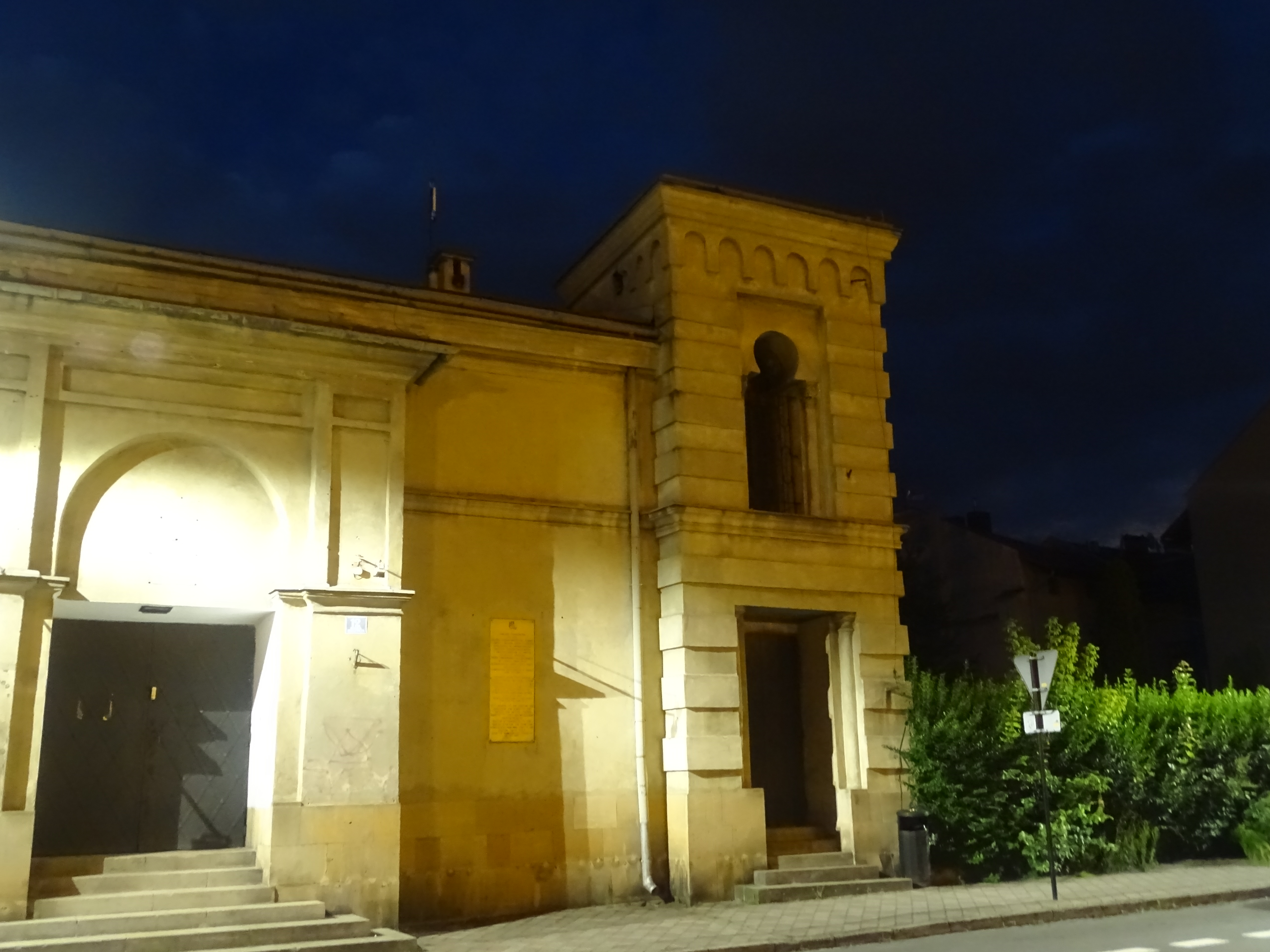
Synagoga nocą (2016 rok)